# Windows 2.0
Windows 2.0 (кодно име Nixa) је 16-битно графичко окружење. Изашао је 9. децембра 1987, и наследник је Windows-а 1.0.

## Одлике
Windows 2.0 је имао могућност преклапања прозора за разлику од свог претходника. Додао је боље тастатурне пречице, терминологију "минимизовања" и "максимизовања", која је претходно била названа "иконизовање" и "зумирање". Увео је контролну таблу, која служи за подешавање компјутерских поставки.
Увео је нови драјвер за VGA видео картице, али је само подржавао 16 боја (4 битну палету). Такође био је последња верзија Windows-а да не захтева хард диск. Могло се користити више од 640 KB РАМ меморије.